# Sedum bellum
Sedum bellum es una especie de la familia de las crasuláceas, comúnmente llamadas, siemprevivas, conchitas o flor de piedra (Crassulaceae), dentro del orden Saxifragales en lo que comúnmente llamamos plantas dicotiledóneas, aunque hoy en día se agrupan dentro de Magnoliopsida. El nombre del género significa “sedentario” o “estar sentado”, esto probablemente por sus hábitos de crecimiento; la especie hace referencia a la belleza de la planta.

## Clasificación y descripción
Planta de la familia Crassulaceae. Planta perenne, tallos casi bienales, poco o no ramificados, rosetas alargadas; hojas espatuladas y anchamente obovadas, obtusas o redondeadas, planas, finamente papilosas, glaucas, hasta 25 mm de largo, 10 mm de ancho. Inflorescencia en cima compacta, sépalos ovado-lanceolados, tomos, pétalos blancos, el doble de tamaño de los sépalos. Cromosomas n= 36.

## Distribución
Endémica de México en el estado de Durango, en la parte occidental del Estado.
Localidad tipo: Durango: Campo minero San Ramón, 80 km al oeste de la Cd. de Durango.

## Hábitat
No se tienen datos sobre sus afinidades ecológicas.

## Estado de conservación
No se encuentra catalogada bajo algún estatus o categoría de conservación, ya sea nacional o internacional.